# Thomas Reichart
Thomas Reichart (* 13. Juni 1971 in Lindenberg im Allgäu) ist ein deutscher Fernsehjournalist und Buchautor.

## Karriere
Thomas Reichart studierte in Tübingen, San Diego (USA) und Köln Neuere Geschichte, Romanistik und Politikwissenschaft. Anschließend besuchte er die Berliner Journalistenschule. Im Juli 2000 begann er als Reporter und Redakteur des ZDF in Berlin – zunächst bei Kennzeichen D, ab Januar 2001 bei Frontal21. Reichart war Mitglied der ZDF Doping Task Force und berichtete dafür von den Olympischen Spielen 2008 in Peking und 2010 in Vancouver. Im selben Jahr wechselte er als Korrespondent ins ZDF-Hauptstadtstudio, wo seine Themenschwerpunkte Geheimdienste (NSA-Abhörskandal) und Innere Sicherheit (Rechtsterrorismus) waren. Von 2014 bis 2019 leitete Reichart das ZDF-Studio Ostasien in Peking, das verantwortlich ist für die Berichterstattung aus China, Taiwan, Nord- und Südkorea, Japan und den Philippinen. Von 2019 bis 2024 berichtete Reichart wieder aus dem ZDF-Hauptstadtstudio mit dem Schwerpunkt Außen- und Sicherheitspolitik. Er ist dort außerdem einer der Moderatoren des Online-Magazins „Inside PolitiX“. Am 1. November 2024 übernahm er die Leitung des ZDF-Studios in Tel Aviv.

## Auszeichnungen und Stipendien
Thomas Reichart ist Autor preisgekrönter Dokumentationen, zuletzt des Zweiteilers „Die neue Seidenstraße – Chinas Griff nach Westen“ (zusammen mit Normen Odenthal), der 2020 einen Silver Award bei den New York Festivals TV & Film Awards gewann. Der Film wurde außerdem nominiert für den Deutschen Fernsehpreis 2020 in den Kategorien „Beste Dokumentation / Reportage“ und „Beste Kamera / Doku“. 2003 war Reichart Stipendiat des Arthur F. Burns Fellowships für junge Journalisten.

## Publikationen
Reichart ist Autor zweier Sachbücher über Ostasien. 2018 erschien bei Econ „Der Wahnsinn und die Bombe, Wie Nordkorea und die Großmächte unsere Sicherheit verspielen“ (ISBN 978-3-430-20262-6), eine aktualisierte TB-Ausgabe erschien 2019 bei Ullstein mit dem Titel „Das Kim-Trump Risiko“ (ISBN 978-3-548-06009-5). Das Buch beruht auf Reisen nach Nordkorea und an die Frontlinien des Konflikts sowie auf Gesprächen mit Überläufern, Politikern, Diplomaten, Militärs, ehemaligen Geheimdienstmitarbeitern, Wissenschaftlern und Menschen, deren Leben durch den Konflikt geprägt ist. Die NZZ nannte es ein „aufrüttelndes Buch“, das Handelsblatt lobte die „Insider-Informationen“.
Im August 2020 erschien bei dtv „Das Feuer des Drachen, Was Chinesen antreibt, wo sie dominieren und warum sie über uns lachen“ (ISBN 978-3-423-28255-0). Darin beschreibt Reichart nach fünf Jahren in Peking, wie das neue, machtvolle China die westlichen, liberalen Gesellschaften bedroht und die Gewichte der Welt verschiebt. „Spannende Lektüre“, schrieb Bild. Die Süddeutsche Zeitung nannte es „eine Liebeserklärung an das chinesische Volk“ und eine „Philippika“ gegenüber den chinesischen Machthabern. Für Claus Kleber ist es ein „erlebnisreicher, oft amüsanter Bericht aus China“ und „gleichzeitig eine kristallklare Analyse der neuen Weltmacht“.